# Triptila
Triptila is een geslacht van vlinders van de familie spanners (Geometridae), uit de onderfamilie Larentiinae.

## Soorten
- T. ibarrai Parra, 1991
- T. septentrionalis Parra, 1991
- T. virescens Philippi, 1873